# بلانش الفرنسية دوقة النمسا
بلانش من فرنسا (بالفرنسية: Blanche de France) (1278 - 1 مارس 1305)؛ هي زوجة رودولف الثالث دوق النمسا وستيريا ابن ألبرخت الأول ملك ألمانيا البكر.
ولدت بلانش في باريس، هي الطفلة الأولى لـ فيليب الثالث ملك فرنسا وزوجته الثانية ماري من برابانت، كان أشقائها لويس، كونت إفرو ومارغريت، ملكة إنجلترا، وأخوتها الكبار الغير أشقاء فيليب الرابع ملك فرنسا وشارل كونت فالوا.

## الخطوبة
كانت بلانش مخطوبة أربعة مرات قبل زواجها في نهاية المطاف، خطبت لأول مرة من جان الأول، ماركيز نامور في سبتمبر 1290، وخطبتها الثانية كانت في 31 يوليو 1291 من إدوارد أمير ويلز ولكنه تزوج بدلاً من ذلك من ابنة شقيقها إيزابيلا.
خطبتها الثالثة حصلت في 1293 من والد أمير ويلز، إدوارد الأول ملك إنجلترا الذي كان أرمل قبل ثلاثة سنوات، دخل إدوارد في خطبة بلانش بعد سماعه عن جمال بلانش؛ بحيث أرسل مبعوثين للتفاوض مع شقيقها الأكبر الغير شقيق فيليب الرابع، وافق فيليب على إعطاء بلانش لـ إدوارد وذلك حسب الشروط:-
- عقد هدنة بين البلدين.
- وأيضا عليه نقل مقاطعة غاسكونية إلى فرنسا.

وافق إدوارد على الشروط، وأرسل شقيقه إدموند الأحدب، إيرل لانكاستر لجلب العروس الجديدة؛ ولكن إدموند اكتشاف إن بلانش كانت مخطوبة من شخصاً أخر، وبدلاً عن ذلك عرض فيليب شقيقته الصغرى مارغريت التي كانت في الحادية عشر من العمر عليه، ولكن إدوارد رفض طلب يد مارغريت، وأعلن الحرب على فرنسا، وبعد خمسة سنوات تم إعلان الهدنة بينهم وتزوج إدوارد على أثرها من مارغريت التي أصبحت الآن في السادسة عشرة عاماً، وتلقى أيضا كل من إقليم غويان ومبلغ قدره 15,000£ الذي كان مستحق لمارغريت.
خطبتها الرابعة كانت لـ جان ابن جان الثاني كونت هولندا.

## الزواج
وأخيراً تزوجت بلانش في 25 مايو 1300 من رودولف وأنجبت له في 1304 ابنة ميتة، وأيضا لها ابن عاش حتى 1306، توفيت بلانش في 1305 ربما تكون من مضاعفات الإجهاض، زوجها لاحقاً تزوج في العام التالي من إليزابيث ريتشيزا من بولندا لضمان العرش في بوهيميا وبولندا، إلا أنه توفي هو الآخر في 1307.